# Grabstein des Diakons Besontio

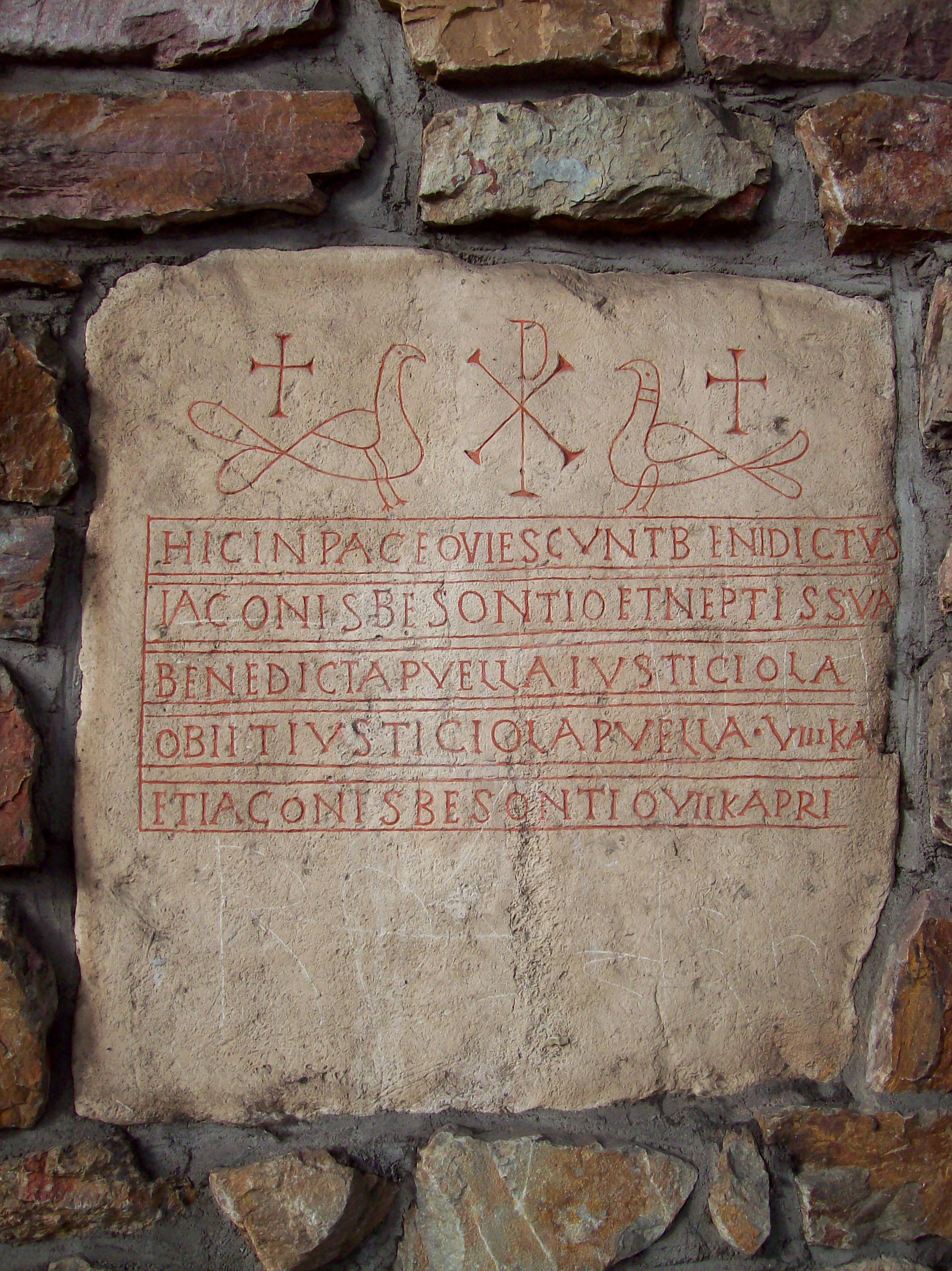
Grabstein des Diakons Besontio

Der Grabstein des Diakons Besontio befindet sich heute in der katholischen Pfarrkirche St. Severus in Boppard, einer Stadt im Rhein-Hunsrück-Kreis in Rheinland-Pfalz. Der qualitätvollste Stein wurde ins 6./7. Jahrhundert datiert. Anderer Meinung nach könnte er aber auch zur Gruppe früher anzusetzender gallo-römischer Grabsteine gehören.

## Beschreibung
Der Grabstein, mit einer Höhe von 73 cm und einer Breite von 69 cm, ist dem Diakon Besontio und seiner Nichte bzw. Enkelin Justiciola gewidmet. Im Oktober 1973 wurde er in Zweitverwendung in zwei Teilen bei Ausschachtungsarbeiten in Boppard gefunden. Danach wurde er an der Westwand von St. Severus angebracht. Die nahezu quadratische Platte aus Kalkstein besitzt im mittleren Drittel des Feldes eine fünfzeilige Inschrift. Darüber ist ein großes Christogramm, flankiert von zwei Tauben, dargestellt. Über jeder Taube befindet sich ein lateinisches Kreuz mit dreiecksförmig verbreiterten Enden. Die fehlenden Textteile der wieder zusammengefügten Steinhälften wurden ergänzt und die Buchstaben, Linien und Figuren neu rot ausgemalt.